# 国家能源公司
国家能源有限公司（英語：Tenaga Nasional Berhad，缩写TNB，MYX：5347)，简称国能，是一家马来西亚的电力供应公司，总部位于吉隆坡孟沙。国能成立于1990年，自原国家电力局（LLN）私营化改制而来，总资产估值达2047.4亿令吉。国能为马来西亚规模最大的电力供应公司，在马来半岛的客户总量超过了1041万，并透过旗下的沙巴电力给沙巴州各地区供电。砂拉越为国能在马来西亚未涉足供电业务的唯一一个州属。
国能的核心业务为发电、输电和配电，同时还涉足其他领域，包括维修、测试和维护发电厂，为发电厂相关产品提供设计、采购和施工服务，组装和制造高压开关设备，煤炭开采和贸易。国能的业务遍及全马来西亚（砂拉越除外）、英国、爱尔兰、土耳其、科威特、沙特阿拉伯、巴基斯坦、印度、柬埔寨和澳大利亚。国能通过其大学--国家能源大学提供高等教育。国能还通过其子公司国能发电与杨忠礼电力之间的合作，向新加坡出口电力。
国能为马来西亚主权财富基金国库控股旗下的众多公司之一，且名列2018年福布斯全球企业2000强。国能在2021年全球品牌价值500强（公用事业组别）中位列全球第16位，且在2023年宾特利基础设施500强排名中名列全球第230位 。

## 历史

### 中央电力局（1949—1965年）
中央电力局 (Central Electricity Board, CEB) 于1949年9月1日成立并开始运作。电力局于1946年4月重新组建后，承担了能源部考虑建设的三大项目，即康乐桥发电厂、金马仑高原水电项目和国家电网的开发。1965年，中央电力局拥有34座发电能力达39.88兆瓦的发电厂，其中包括一座位于孟沙、发电能力为26.5兆瓦的蒸汽发电厂，一座位于乌鲁冷岳发电能力为2.28兆瓦的水力发电厂，以及总发电能力为11.1兆瓦的各种柴油发电站。

### 国家电力局（1965—1990年）
1965年6月22日，马来亚中央电力局（Central Electricity Board，CEB）更名为马来西亚国家电力局（National Electricity Board，NEB）。
1988年5月4日，在推行私有化政策中，马哈迪·莫哈末领导政府通过了两项立法，以取代《1949年电力法令》，并规定成立一家新公司。1990年，根据《1990年电力供应法令》，国能正式成立，取代了国家电力局 (NEB)。

## 董事会结构
国能董事会由14名成员组成，负责国能的管理和政策制定，分别是：6名独立非执行董事、5名非独立非执行董事、1名执行董事、1名国能主席／首席执行官和1名总裁。

## 部门

### 发电部门／国能发电（Genco）
国能发电（Genco）在马来半岛拥有并经营火力和水力发电厂。该公司在马来半岛的总发电能力为16,283兆瓦。
国能发电计划在2015年之前增加水力发电量 ，以及在2025之前建造马来西亚第一座核电站（前提是政府决定批核核能发电） 。

### 输电部门
国能拥有完整的输电系统，其中国家电网使用132千伏、275千伏和500千伏的输电线，且拥有东南亚及马来西亚最高的输电线塔，即位于吉隆坡马来西亚电讯大厦附近的格灵芝电缆塔。国家电网通过使用132千伏和300千伏的高压直流输电系统与泰国相连。另外，国家电网也通过230千伏的电缆与新加坡相连。

### 配电部门
配电部门负责国能配电网络的运营和电力零售业务。该部门也负责马来半岛33千伏、22千伏、11千伏、6.6千伏和415/240伏的配电网规划、建设、运营、维修和资产管理。另外，沙巴电力也在沙巴提供相似服务。

## 口号
自私有化以来，国能的企业口号一直是“Penggerak Kemajuan Negara（推动国家进步者）”或“Powering the Nation（为国家赋能）” 。2013年，国能决定采用新的企业口号“Better. Brighter（更好、更光明）”。